# Jiří Růžek

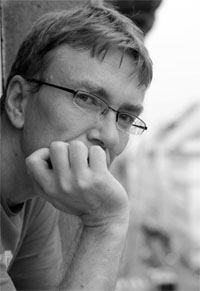
Jiří Růžek

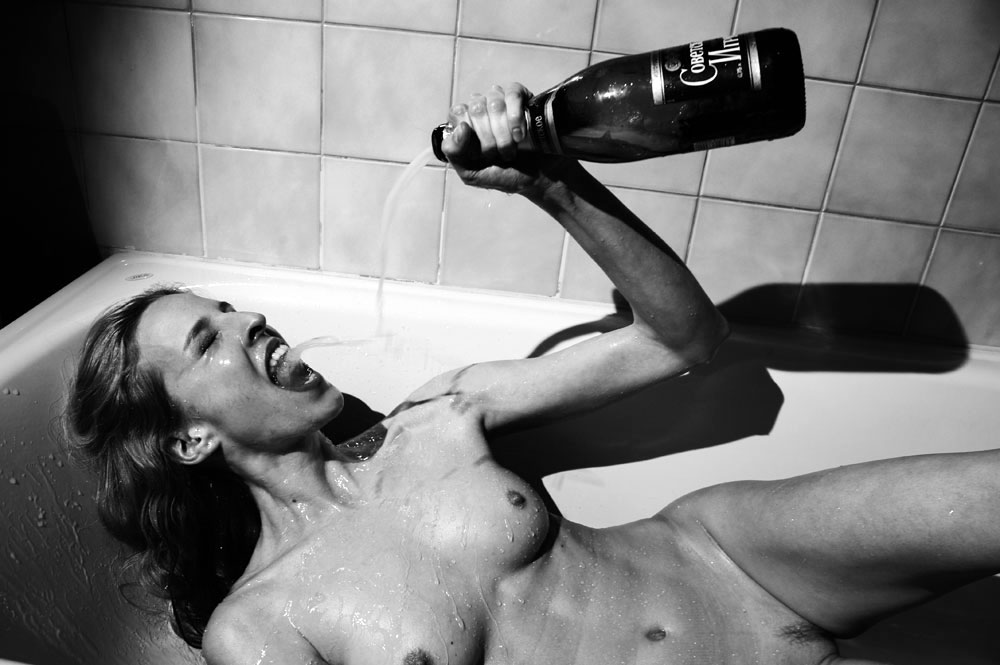
Jiří Růžek: Sovetskoe Igristoe, 2010, dieses Werk gewann den ersten Preis im Halbfinale des Wettbewerbes Základní instinkt 2010

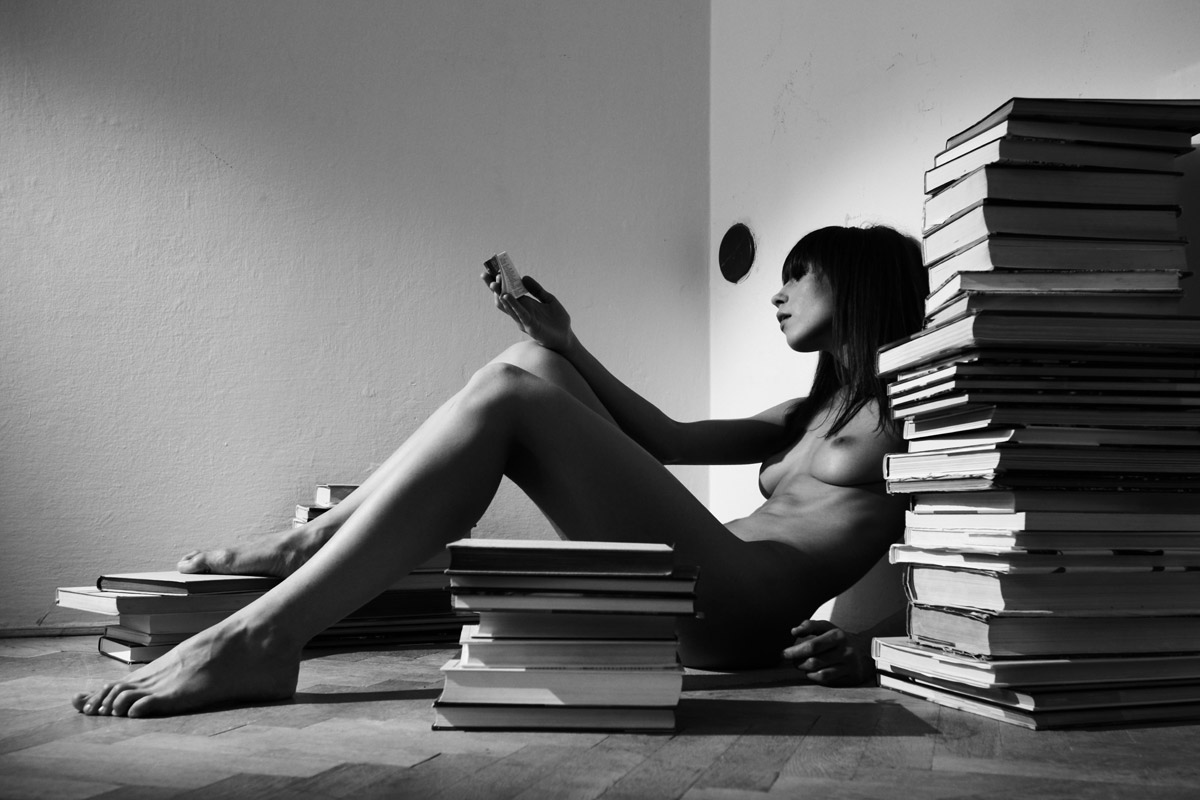
Jiří Růžek: Bookworm, 2010

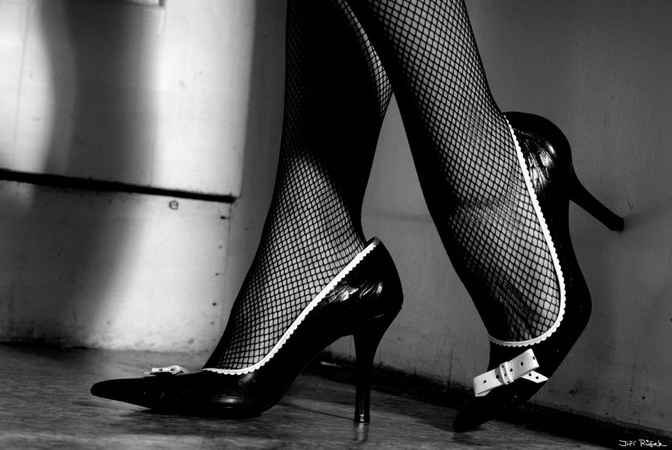
Jiří Růžek: Network, 2007

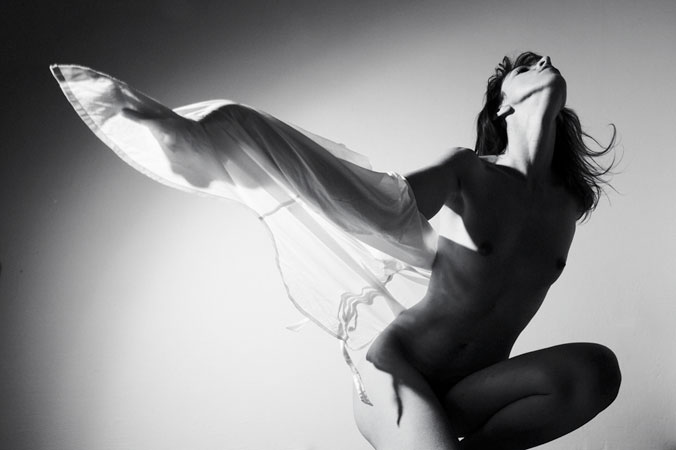
Jiří Růžek: Isis, 2009

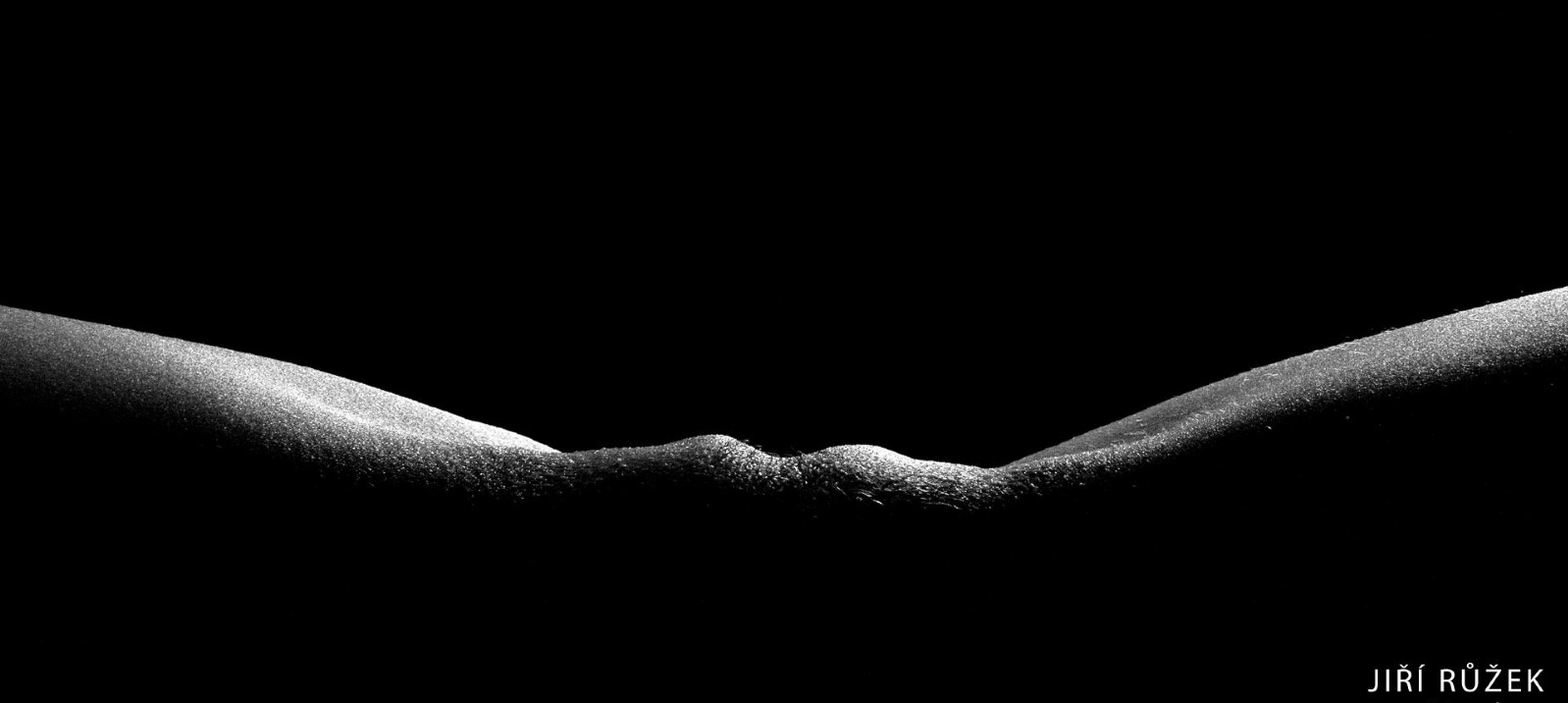
Jiří Růžek: Böhmisches Mittelgebirge, 2006, dieses Werk gewann den ersten Preis in dem Akty X 2009 Wettbewerb

Jiří Růžek (* 29. August 1967 in Litoměřice, Tschechoslowakei) ist ein tschechischer Fotograf.

## Leben
Aufgewachsen ist er in einer Familie ohne künstlerischen Hintergrund. Jiří Růžek lebte bis zu seinem siebten Lebensjahr in Litoměřice. Danach zog seine Familie nach Libochovany, wo er bis 1989 wohnte. 1981–1985 besuchte Růžek das Gymnasium in Litoměřice, wo er begann, Bassgitarre zu spielen, und bis 2005 in verschiedenen Rock-, Folk- und Jazz-Bands auch als Sänger auftrat. 1983–1988 studierte Růžek Liedtext und Drehbuch am Konservatorium, das heute nach Jaroslav Ježek benannt ist. Ab 1989 leistete Růžek seinen Dienst bei der tschechischen Armee und erlebte während dieser Zeit die Samtene Revolution.
1995 begann er, Fotos für ein CD-Album der Band Please Don't Care zu entwickeln. Später nahm er Fotos auf für verschiedene Rockbands, wobei ihm auch seine Freundin Martina Cyrkvova als Model diente. Im Jahr 2004 folgte dann der Umzug nach Prag, wo er heute mit der Architektin und Fotografin Ludmila Foblová lebt.
Er ist Mitglied des Syndicats der Fotografen der Tschechischen Republik, des Verbandes tschechischer Fotografen und des Tschechischen Verbandes der Fotokunst.

## Werk
Seine Arbeiten basieren meistens auf Aktfotografien in schwarzweiß. Seit 2006 werden seine Arbeiten in  Magazinen veröffentlicht und seine Werke sind Bestandteil von privaten Sammlungen. Im Juli 2009 gewann sein Werk České středohoří (Böhmisches Mittelgebirge) den Hauptpreis eines Fotowettbewerbs des Magazins Reflex für beste Aktfotografie Fotowettbewerb.

## Ausstellungen
- 1. Holešovická kavárna 2006, Prag
- Jiří Růžek – Aktfotografie 2007 (1. Holešovická kavárna Prag)
- Designblok 2009 (Superstudio A4 Holešovický pivovar, Prag)[4]
- Prague Photo 2010 (Ausstellungshalle Manes, Prag)[5]
- Jiří Růžek – Girls im Pavillon 2010 (Viniční altán, Prag)[6][7]
- Maximální fotografie 2010 (Schloss Rudoltice)[8]
- Jiří Růžek – Im Schoß der Böhmischen Mittelgebirge 2010 (Fotogalerie Na Baště Litoměřice)[9]
- Digiforum 2010 (Clarion Congress Hotel, Prag, mit Jan Saudek, Robert Vano usw.)[10]
- Art For Sue Ryder 2010 (Sue Ryder, Prag)[11]
- Základní Instinkt/Basic Instinct 2010 (Malostranská Beseda, Prag)[12]
- Základní Instinkt/Basic Instinct 2011 (Langhans Gallery, Prag)[13]
- Naked in Algarve, 2011 (Galeria Arte Algarve, Lagoa, Portugal)[14]
- Feira de arte Arte Algarve IV, 2011 (Única - Adega Cooperativa do Algarve em Lagoa, Lagoa, Portugal)[15][16]
- Feminae, 2012 (Fábrica Braço de Prata, Lissabon, Portugal)[17]

## Auszeichnungen
- Akty X 2009 – 1. Preis (Reflex Magazin beste Aktfotografie Fotowettbewerb)[1]
- Základní instinkt 2010 – 1. Preis (Frühjahrshalbfinale – Instinkt Magazin beste Aktfotografie Fotowettbewerb)[18][19]

## Publikationen
- Transit (2009, Euphoria Factory, Japan), ISBN 978-4-06-379405-2
- Nude Photography (2010, Loft Publications, Spanien/Frechmann GmbH., Deutschland), ISBN 978-84-92731-00-8
- Dame tus ojos (2011, Random House, Spanien), ISBN 978-84-253-4574-6
- Fetish Fantasies (2011, Feierabend Unique Books, Deutschland), ISBN 978-3-939998-77-8
- Pussy Mania (2011, Edition Skylight, Schweiz), ISBN 978-3-03766-622-7
- Nude Closeup (2011, Publishers Graphics, Vereinigte Staaten), ISBN 978-0-9847499-0-4